# 클리어패트라 콜먼
클리어패트라 콜먼(영어: Cleopatra Coleman, 영어 발음: /ˌkliːəˈpætrə/, 1987년 10월 29일 ~ )은 오스트레일리아 출신 미국 배우이다. 자메이카인 어머니 터쿼이즈 콜먼과 오스트레일리아인 아버지 믹 콜먼 사이에서 태어났다. 영화 《스텝업 4: 레볼루션》(2012)과 드라마 《라스트 맨 온 어스》(2015-18)에 출연하였다.

## 출연 작품

### 영화
- 스텝업 4: 레볼루션 (2012)
- 문 섀도우 (2019) - 리아 역
- 노크: 더 하우스 (2023) - 미스 더바인 역
- REBEL MOON: 파트 1 불의 아이 (2023) - 데브라 블러드액스 역

### 텔레비전
- 라스트 맨 온 어스 (2015-18)